# Maria Wardasówna
Maria Wardasówna (ur. 5 lipca 1907 w Roztropicach, zm. 7 kwietnia 1986 w Warszawie) – polska powieściopisarka i pilotka.

## Życiorys
Ukończyła trzy klasy szkoły ludowej w Roztopicach, potem pracowała w rodzinnym gospodarstwie. Po przerwie podjęła naukę w szkole w Skoczowie, gdzie jej nauczycielem był Gustaw Morcinek. W Krakowie pracowała jako służąca. Tam też skończyła wieczorowe kursy dla kobiet (handlowy, pisania na maszynie, stenograficzny, księgowy, sanitarny, przysposobienia obronnego. Po powrocie do rodzinnej wsi jako jedna z pierwszych dołączyła do Związku Młodzieży Wiejskiej „Wici”. Z powodu ostracyzmu społecznego spowodowanego pionierskimi działaniami (jeździła na rowerze, za co miejscowy ksiądz skrytykował ją z ambony) wyjechała do Cieszyna. Pracowała w filii Urzędu Wojewódzkiego. Zwolniona z podobnych powodów (jeździła na motorze), przeprowadziła się do Katowic. Pracowała w Polskim Związku Motorowym. Skończyła kurs sędziego narciarskiego. Była propagatorką lotnictwa, pierwszą pilotką na Śląsku, drugą w Polsce. Ukończyła Harcerską Szkołę Szybowcową w Goleszowie i kurs pilotażu samolotowego w Katowicach.

W czasie okupacji niemieckiej przebywała na Lubelszczyźnie. Należała do Organizacji Wojskowej „Wilki”. W 1944 zabezpieczała sprzęt lotniczy zostawiany przez Niemców. W lutym 1945 została komendantką portu lotniczego w Łodzi. Zainicjowała powstanie pierwszego po wojnie aeroklubu. Była jego prezeską. Przeszła przeszkolenie lotnicze w Cywilnej Szkole Pilotów i Mechaników . Pracowała w PLL LOT.

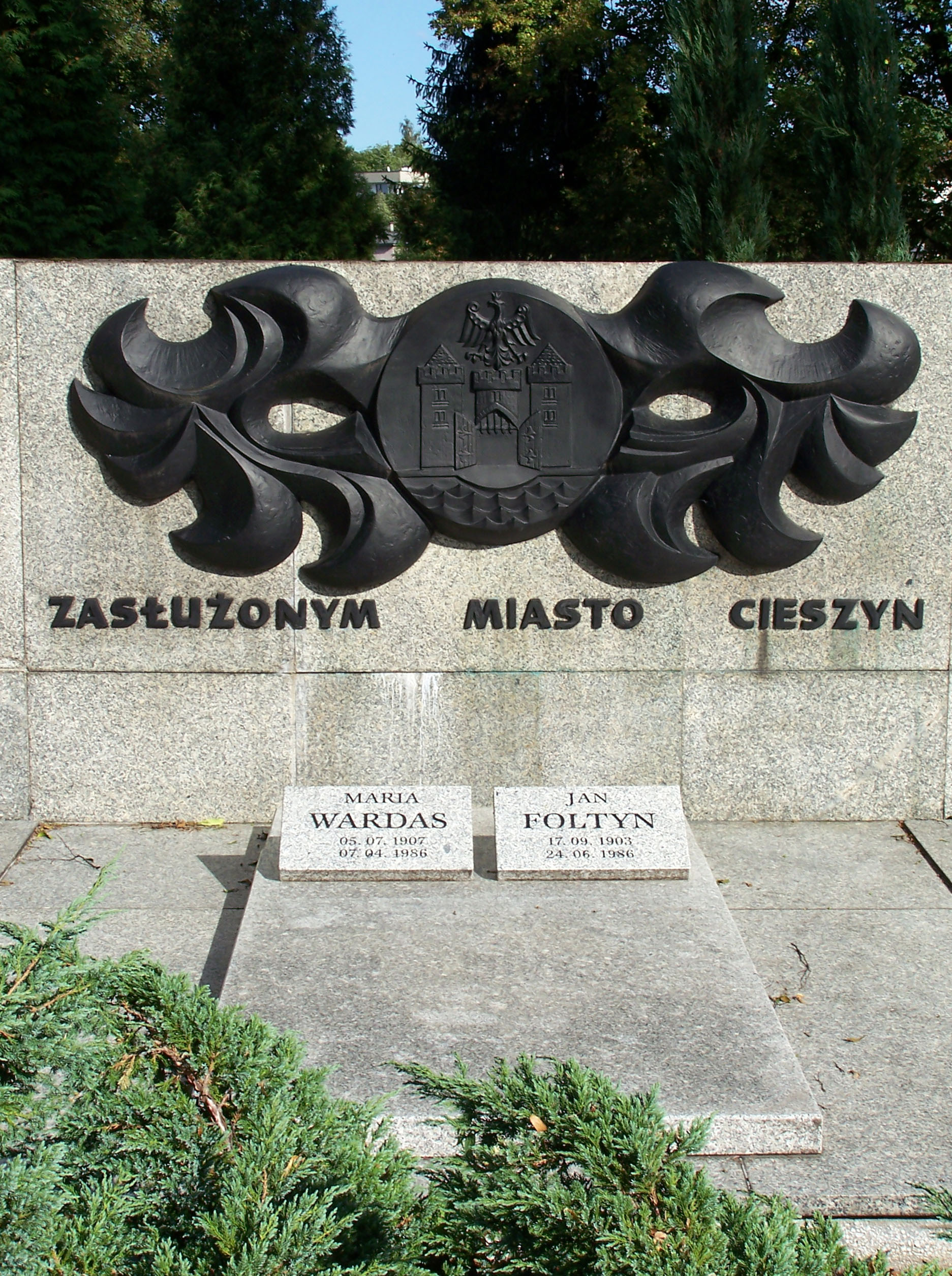
Grób Marii Wardas i Jana Foltyna na Cmentarzu Komunalnym w Cieszynie

Wydała pamiętniki Próba skrzydeł. Napisała powieść biograficzną o Franciszku Żwirce i Stanisławie Wigurze pt. Zew przestworzy, a także powieść lotniczą dla młodzieży Maryśka ze Śląska. W cyklu powieściowym „Wyłom” przedstawiła wieś na Śląsku Cieszyńskim na przełomie XIX i XX wieku. 
Była honorową członkinią Macierzy Ziemi Cieszyńskiej.
Od 1966 mieszkała u rodziny w Wiśle. Nie wyszła za mąż. Spoczywa na Cmentarzu Komunalnym w Cieszynie.

## Twórczość
- Próba skrzydeł – 1934
- Dziewczyna z chmur – 1934
- Maryśka ze Śląska – 1935
- W śniegu i słońcu – 1939
- Rekord Władka Dzięcioła – 1947
- Wyłom – 1951–1966
- Zew przestworzy – 1961
- „Kościuszko” jeździ po Milwaukee – 1977
- Maryśka za wielką wodą – 1988